# جبرئیل کومپائوره
جبرئیل کومپائوره (انگلیسی: Djibril Compaoré؛ زادهٔ ۱ اوت ۱۹۸۳) بازیکن فوتبال اهل بورکینافاسو بود.
وی همچنین در تیم ملی فوتبال بورکینافاسو بازی کرده است.